# Tata Sumo
Der Tata Sumo ist ein SUV, der zwischen 1994 und 2019 von Tata Motors in Indien gebaut wurde. Er war einer der ersten Personenkraftwagen, die in Indien konstruiert wurden. 2004 erhielt er eine grundsätzliche Überarbeitung und wurde in Tata Sumo Victa umbenannt, um gegen seine relativ modernen Wettbewerber bestehen zu können. 2008 wurde ein Sportgeländewagen unter dem Namen Tata Sumo Grande herausgebracht. 1994 erschien der Sumo mit einem Diesel-Saugmotor mit 1948 cm³ Hubraum. Später gab es auf Wunsch eine aufgeladene Version dieses Motors.
Vor Erscheinen des Sumo stagnierte der indische Markt, auf dem die meisten Fahrzeuge in diesem Segment von Mahindra & Mahindra angeboten wurden, deren Fahrzeuge im Wesentlichen vom Willys Jeep abgeleitet wurden. Sofort nach seiner Vorstellung eroberte der Sumo einen wesentlichen Teil des indischen Marktes für Sportgeländewagen.

## Spacio
Es gibt auch eine einfachere Ausführung des Sumo unter dem Namen Tata Spacio. Er ist mit einem 3,0-l-R4-Dieselmotor mit Direkteinspritzung aus dem populären 407DI ausgestattet. Der auffälligste Unterschied zum Sumo waren die runden anstatt der rechteckigen Scheinwerfer. Für die Landwirtschaft wurde auch eine Version mit Stoffdach unter dem Namen Tata Spacio ST eingeführt. Nach der Überarbeitung 2004 bekam der Spacio die Designelemente des älteren Sumo verpasst. 2007 gab es dann den Victa mit 3,0-l-R4-Motor des Spacio. Das Reserverad wanderte vom Fahrzeugheck an den Unterboden. Von diesem Modell gibt es als Acht- und Zehn-Sitzer-Varianten und es ist auf Grund seiner geringeren Kosten bei privaten Taxi- und Transportunternehmern sehr beliebt.

## Sumo Victa
Der neue Sumo Victa wurde 2004 herausgebracht und besitzt elektrische Fensterheber, Servolenkung, Zentralverriegelung mit Fernbedienung, Klarglasscheinwerfer, Klarglasrückleuchten, spiegelfreie elektronische Instrumente, einen Drehzahlmesser, einen LCD-Monitor, akustische Warnhinweise und verschiedene Tageskilometerzähler. Teilweise gehören diese Details zur Serienausstattung, teilweise sind sie auf Wunsch verfügbar.

## Sumo Grande (2008–2015)
Am 10. Januar 2008 stellte Tata den Sumo Grande, der von dem neuen 2,2-l-R4-Turbodiesel-DiCOR-Motor angetrieben wird. Es ist die luxuriöseste Ausführung des Sumo und hat eine komplett andere Karosserie. In der Tata-Modellpalette rangiert er unmittelbar unter dem Safari.

## Technische Daten
|                           | Sumo Gold BS IV (2011–2019)  | Sumo Gold BS-III (2007–2019) | Sumo Grande (2008–2015)       |
| ------------------------- | ---------------------------- | ---------------------------- | ----------------------------- |
| Hubraum                   | 2956 cm³                     | 2956 cm³                     | 2179 cm³                      |
| Leistung                  | 63 kW (85 PS) bei 3000 min−1 | 51 kW (70 PS) bei 3000 min−1 | 88 kW (120 PS) bei 4000 min−1 |
| Drehmoment                | 250 Nm bei 1000–2000 min−1   | 223 Nm bei 1600–2200 min−1   | 250 Nm bei 1500 min−1         |
| Motortyp                  | R4-Dieselmotor               | R4-Dieselmotor               | R4-Dieselmotor                |
| Wendekreisdurchmesser     | 10,0 m                       | 10,0 m                       | 10,6 m                        |
| Radgröße#                 | 15”                          | 15”                          | 16”                           |
| Reifen                    | 215/75 R 15                  | 215/75 R 15                  | 235/70 R 16 (schlauchlos)     |
| Bodenfreiheit             | 182 mm                       | 182 mm                       | 205 mm                        |
| Höchstgeschwindigkeit     |                              | 120 km/h                     | 148 km/h                      |
| Beschleunigung 0–100 km/h | 27,6 s                       | 34,5 s                       | 17,6 s                        |
| Länge × Breite × Höhe     | 4258 mm × 1700 mm × 1925 mm  | 4258 mm × 1700 mm × 1925 mm  | 4421 mm × 1780 mm × 1940 mm   |
| Radstand                  | 2425 mm                      | 2425 mm                      | 2550 mm                       |